# 白川密成
白川 密成（しらかわ みっせい、1977年 - ）は、日本の真言宗僧侶、作家。愛媛県出身。四国八十八ヶ所霊場第57番札所栄福寺（高野山真言宗）の住職。

## 経歴・人物
俗名は歩（あゆむ）。由来は、母親がイラストレーターの大橋歩のファンだったため。兄は建築家の白川在。
高野山大学文学部密教学科に入学し、卒業論文「密教と現代生活−南方熊楠･土宜法龍往復書簡を中心にして−」が指導教官、奥山直司教授、採点副査、松長有慶教授（当時、元金剛峯寺座主）の評価を受け、学術雑誌『密教文化　204号』に掲載。
卒業後、書店員を経て2001年に先代住職の遷化を受けて24歳で栄福寺の住職となる。2001年から2008年までの7年間、糸井重里主宰の「ほぼ日刊イトイ新聞」にエッセイ「坊さん。」を約230回にわたって連載。
2010年に同連載をもとに弘法大師と釈尊の言葉を盛り込み、書き下ろした『ボクは坊さん。』（ミシマ社）を刊行。朝日新聞、読売新聞の全国版に著者インタビューが同日に掲載。 NHK-BSテレビ番組、週刊ブックレビューでも特集ゲストとなり、書評が「週刊文春」（評者・笑い飯哲夫）、「東洋経済」「クロワッサン」「Ｈａｎａｋｏ」に掲載されるなど各種メディアで取り上げられ、12刷を記録するロングセラーとなる。また日本で出版された話題の本を英語で紹介する「JAPANESE BOOK NEWS」 (65、2010、FALL、国際交流基金)にも、『1Q84』（村上春樹、新潮社）、『桐島、部活やめるってよ』（朝井リョウ、集英社）等と共に表紙に書影が掲載のうえ、紹介された。
他の著作に『空海さんに聞いてみよう。』、『坊さん、父になる。』、『坊さん、ぼーっとする』、『マイ遍路』、『空海さんのことば』（『空海さんに聞いてみよう』改訂新版）。共著に『宮崎哲弥　仏教教理問答』、『不要不急』。多くの著作が重版しており単著はすべて寄藤文平がブックデザインを担当している。また『ボクは坊さん。』映画化により、2015年「ほぼ日刊イトイ新聞」で3回にわたって「映画化復活編」が掲載された。なお「ほぼ日」の主力商品である「ほぼ日手帳」には何度か言葉が掲載され、2018年、2019年の「ほぼ日５年手帳」にも白川の言葉が掲載されるなど「ほぼ日」との関係は続いている。
仏教をやわらかく表現する書き手としてしられるが、文芸誌である「文學界」（文藝春秋）にエセーを、若松英輔の依頼によって「三田文学」（慶應義塾大学出版会）に書評を執筆するなど、幅広い作風を持ち様々な媒体に寄稿をしている。また白川の高野山勧学会（高野山の伝統行事）の師僧でもある先述の元全日本仏教会会長で密教学の重鎮、松長有慶の著作書評を松長自らの依頼によって続けて3冊執筆するなど、真言宗内においても文章家として知られる。2018年〜講談社「現代ビジネス」において「そして僕は四国遍路を巡る」を連載、ミシマ社「みんなのミシマガジン」に「感じる坊さん。」を連載している。
テレビ番組にも出演し、2012年5月11日にNHKの四国地方の各放送局が制作する『四国のいいぶん』に出演。2013年、11月16日、TBS「ジョブチューン」に＜プロフェッショナル＞として出演、ネプチューン、EXILE・MATSU、プリンセス天功と共演する。2014年1月25日にもTBS「ジョブチューン」に妻の尼僧、白川法慧と出演し、上原浩治、北川景子と共演している。その他の出演番組は、NHK-Eテレ「NHK短歌」等。また2016年〜2018年の2年間にわたって愛媛のNHK夕方テレビニュース「ひめポン！」で月１回の空海の名言を毎回紹介しながらの人生相談「ひめ遍路」のコーナーを担当した。
講演では全国各地の医療（県立病院連盟の看護師リーダー研修等）、政治（今治市議会勉強会：今治市役所等）、教育（公立学校：校長教頭の会等）、学校（中学、高校等）、仏教関係（南長野仏教会等）などの会において講演を行っている（2018年のみを挙げると5月「新田青雲中等教育学校・全校生徒約530名、保護者・教職員約150名」、7月「愛媛県美術館で＜坊っちゃん展＞スペシャルフロアレクチャー、7月「川崎大師平間寺・夏期講座講演」、7月「玉川町教育会・＜公立小中学の教員グループ＞講演」、10月「広島国際会議場、広島新四国八十八ヶ所の百周年記念式典」、11月「高野山真言宗、岡山・美作支所＜密教婦人協議会＞３０回記念研修会講演、12月「波方図書館・講演」と多数で登壇している）。
またコーディネーターとしても、2015年10月31日、第43回全日本仏教徒会議（全国大会）において、総合司会と小説家・天童荒太の聞き手を務め、2016年10月19日、真言宗青年連盟第３７回結集（高野山、大阪）において高野山密教学の両巨頭とも評される松長有慶、高木訷元の対談進行役を担った。2017年10月22日、和歌山県田辺市主催の「南方熊楠翁生誕150周年記念式典・シンポジウム　「未来を生きる巨人  南方熊楠を語る」において中沢新一、鏡リュウジ、篠原ともえ、八木早希、池田清彦と共に登壇、その模様は、2017年12月9日にNHK-Eテレ「テレビシンポジウム」において全国放送された。
鼎談に2014年9月29日、朝日カルチャーセンター（大阪・中之島教室）において釈徹宗（相愛大学教授、浄土真宗）、吉村昇洋（臨床心理士、曹洞宗）と「ローカルブディズム~三僧侶が宗派・地域・文化を語る〜 」と銘打った鼎談を行い、2016年2月15日同じメンバーで「ローカルブディズム2」が行われた。
出版されている宮崎哲弥との対談以外にも、釈徹宗との対談を「みんなのミシマガジン」で、サイボウズ社長の青野慶久との対談を「サイボウズ式」で、また先述の南方熊楠シンポジウムにおいて中沢新一との対談をおこなっている。
2015年、著書「ボクは坊さん。」を原作とした同名の映画がROBOTによって制作され全国100館を超える映画館で上映された。プロデューサーは、「踊る大捜査線 THE MOVIE」、「ALWAYS三丁目の夕日」の安藤親広、脚本は「つみきのいえ」が米アカデミー賞を受賞した平田研也、監督は本作が長編デビューとなる真壁幸紀。同作は2016年に米国の第49回ヒューストン国際映画祭で、実話に基づく長編部門の最高賞「プラチナアワード」を受賞、米国シカゴで行われた映画祭「シカゴ・アジアン・ポップアップ・シネマ」では観客の投票で決まる「オーディエンス・チョイス・アワード」を受賞した、他にもイタリア、台湾、中国などでも上映された。また原作者として映画公開に合わせて多数のメディアに登場し、2015年10月4日朝日新聞（関東地方）において養老孟司と共に映画『ボクは坊さん。」についてのインタビューが掲載された。
2016年3月16日、ポニーキャニオンより映画「ボクは坊さん」のBlu-ray＆DVDが発売。白川は、音声特典オーディオコメンタリ―に登場、また白川自身の声によってスタジオで音声収録された「般若心経」が収録された。なお初回特典は「般若心経」の経典お守りであった。
2017年、2018年に住職をつとめる愛媛県今治市栄福寺において「栄福寺の対話」と名づけた対話イベントを主催し、両年とも独立研究者・森田真生と禅僧・藤田一照をゲストに招き開催された。
また雑誌等のインタビューに応えることも多く2018年のみを挙げると日本文化を紹介するドイツ語のフリーペーパー「JAPANDIGEST」に四国遍路を紹介する見開きのインタビュー、新創刊雑誌「KUKAIー空海密教の宇宙ー」(発行元 高野山真言宗 総本山金剛峯寺)に見開きのインタビュー、雑誌「TURNS」（ターンズ）のVOL.33のコーナー“わざわざ訪れたい地方の寺社仏閣”に白川のインタビューが掲載された。
2019年5月、雑誌「ちゃぶ台　VOL.5」＜宗教×政治＞（ミシマ社）において、元日本代表監督でFC今治会長の岡田武史と20ページにわたる対談「今治からの小さな革命」を行った。
2020年2月、ミシマ社から「坊さん3部作」第3作として、『坊さん、ぼーっとする。』を出版。「毎日新聞」　に記事が掲載されネットニュースでも配信された。また2月21日、東京・荻窪駅が最寄りで辻山良雄が店主を務める書店Titleで辻山を聞き手とした出版イベント「坊さん、本屋で語る。」を開催。また翌日2月22日白川にとっての執筆デビューの場である「ほぼ日刊イトイ新聞」が渋谷PARCO８Fで行ったイベント＜「本屋さん、あつまる。」たのしい本屋さんが渋谷PARCOにやってきた！＞において、河野通和（「ほぼ日の学校」学校長）、高橋久美子（作家、作詞家、元チャットモンチードラマー）と連続対談を行った。3月22日、白川にとって初の全国紙・新聞書評が「読売新聞」に掲載（3月22日朝刊、女優・南沢奈央選）　、4月5日「東京新聞」に辻山良雄の連載「公開選書　あなたに贈る本」（テーマ＜死について漠然とした不安＞）において『死にカタログ』（寄藤文平）、『死とは』（池田晶子）と共に選書された。その後も雑誌『ダ・ヴィンチ』5月号「絶対読んで得する8冊』（高橋久美子選）、『週刊文集』（4月9日号）「文春図書館推薦」など書評掲載が続いた。
またコロナ禍において2020年4月3日「読売新聞」全国版夕刊「もったいない語」において「不可思議」の重要性を指摘し、5月14日「朝日新聞」＜コロナ社会を生きる＞で、密教の三密と生活について提言を行った。また感染予防のためオンライン開催となったアメリカ・シカゴの映画祭「アジアン・ポップアップ・シネマ」において同映画祭受賞作である映画『ボクは坊さん。』が5月30日、英語字幕付きで全米無料配信され　、原作の白川も動画コメントを出した。
2021年6月、仏教伝道協会（BDK）が、毎年刊行している定番法話シリーズ「みちしるべ」の『持戒』を3人の僧侶によって執筆。他の2人は、山川宗玄（正眼短期大学学長、正眼寺住職）、林田康順（大正大学教授、慶岸寺住職）である。
2021年7月、コロナ禍に頻発される「不要不急」の語をテーマに全国の僧侶10名と共著『不要不急ー苦境と向き合う仏教の智慧ー』を新潮新書より発刊予定。著者として、横田南嶺、細川晋輔、藤田一照、阿純章、ネルケ無方、露の 団姫、松島 靖朗、白川密成、松本紹圭、南直哉という宗派、活動内容ともに個性豊かな僧侶陣が集まった。　
2021年9月『不要不急』執筆者の横田南嶺、細川晋輔、白川密成に須磨寺の小池陽人を加えClubhouseにおいて「不要不急トーク」がオンラインで行われた。　　
2023年3月17日、『マイ遍路―札所住職が歩いた四国八十八ヶ所―』（新潮新書）発刊。四国札所である白川が、はじめて四国遍路のことを単著で初めて書く本になる。編集担当は、『不要不急』と同じく、新潮社の金寿煥。
『マイ遍路』は、発売後「産経新聞」（全国版、4月16日）に著者インタビュー（「聞きたい。」〜日常に信仰、お接待の風習も〜）が掲載、また時事通信社の書評（大來尚順・評）が全国の地方新聞に次々と掲載された。また白川初の地元文化をテーマにした「遍路本」ということもあり、「毎日新聞」（四国版、３月１４日＜四国遍路　つながり体感＞）、「読売新聞」（愛媛版、３月17日＜札所住職　結願の思い＞）など新聞四国地方欄にも紹介記事が掲載され、その記事は各新聞社のSNSで全国に発信された。「週刊朝日」（5月5日〜5月12日号）に書評掲載（平山瑞穂・評）、WEBでは、講談社「現代ビジネス」に広部潤（講談社）による前編・後編のロング・インタビューが6月に掲載された。『マイ遍路』は、2023年11月重版となった。
2023年4月、著者第２作の『空海さんに聞いてみよう。』が、『空海さんの言葉』として加筆修正の＜改訂版＞として徳間文庫から、弘法大師生誕１２５０年にあわせて発刊された。
2023年7月、白川とは『不要不急』の共著者でもあり、坐禅の卓越した修行者、紹介者としても知られる臨済宗・円覚寺派管長・横田南嶺と円覚寺の公式YouTubeの「お寺で対談」で対談を行った。　
2023年12月、NHKｰEテレ「こころの時代」（前編12月3日放送、後編12月10日放送）において、2002年制作の司馬遼太郎原作「空海の風景」の再放送番組の中で、2023年に新たに撮影した＜番組ナビゲーター＞＜インタビュー＞また、後編後半において宗教学者・山折哲雄と「空海の風景」をめぐる＜対談＞を行った。
2024年7月28日　東京、NHK学園で、細胞生物学者（京都大学名誉教授）、JT生命誌研究館館長で歌人の永田和宏と対談講座をおこなった（対面＋オンラインのハイブリッド講座）。永田和宏の「こころの時代」出演者との連続対談講座「言葉とともに　短歌とともに」の第1回としての開催。全３回の他のゲストは２回目が、若松英輔（批評家・随筆家）と小野正嗣（作家）。
2024年10月14日、かつて渋谷パルコでも対談を行った同じ愛媛出身の高橋久美子（作家・作詞家）と地元・今治の「今治ホホホ座」でミシマ社主催のトークイベント（対面＋オンラインのハイブリッド開催）を「わたしたちの農継ぎ×寺継ぎ」開催。高橋の『わたしの農継ぎ』（ミシマ社）発刊記念イベントとして。
2024年10月20日　同年行った永田和宏とのNHK学園での対談が、NHKラジオ「宗教の時間」にて＜ 「歩く」ということ＞として全国放送された。
2024年10月24日　ミシマ社の雑誌「ちゃぶ台１３」（特集：三十年後）に特集エッセイ「三十年後もボクは坊さん？」を寄稿。他の執筆者は、益田ミリ、松村圭一郎、土井善晴、万城目学、上田誠、伊藤亜紗、齋藤陽道、藤原辰史、尾崎世界観、寄藤文平、三島邦弘など。
2024年12月15日　朝日新聞・全国版（第1面）に鷲田清一（哲学者・元大阪大学総長）が毎日連載している「折々のことば」で、10月に寄稿した「ちゃぶ台13」（ミシマ社）の白川が寄稿した文章から“「駄目」だったとしても、そのために「楽しくあがく」ことが、残された道の中で1番、充実していそうだ”という言葉が紹介され、鷲田の解説が寄せられた。朝日新聞の名物連載である「折々のことば」に白川の言葉が引用されるのは、はじめて。
2025年１月２７日、NHK出版から『みんなの密教』を発刊。本書は、シリーズ累計７０万部（発刊当時）の人気シリーズである「学びのきほん」より発売された。他の「学びのきほん」シリーズの著者は、高橋源一郎、安田登、中島岳志、土井善晴などで、仏教関係では、藤田一照、釈徹宗が執筆をしている。

## 著書

### 単著
- ボクは坊さん。（ミシマ社、2010年）ISBN 978-4-903908-16-8
- 空海さんに聞いてみよう。心がうれしくなる88のことばとアイデア（徳間書店、2012年。2015年文庫化。）ISBN 978-4198632366
- 『坊さん、父になる。』　ミシマ社、2015年 ISBN 978-4903908489
- 『坊さん、ぼーっとする。』ミシマ社、2020年 ISBN 978-4909394330
- 『マイ遍路ー札所住職が歩いた四国八十八ヶ所ー』新潮社、2023年 ISBN 978-4-10-610987-4
- 『空海さんの言葉ー心がフッと軽くなる49の智慧ー』徳間書店（徳間文庫）2023年 ISBN 978-4-19-894853-5
- 『みんなの密教』NHK出版（＜学びのきほん＞シリーズ）　2025年　ISBN 978-4-14-407316-8

### 共著
- 『宮崎哲弥　仏教教理問答〜連続対論　今、語るべき仏教〜』（サンガ、2011年。2013年文庫化。評論家・宮崎哲弥の白川密成、釈徹宗、勝本華蓮、南直哉、林田康順との共著[50]）ISBN 978-4905425649
- 『持戒ーよりよく生きるー』（仏教伝道協会「六波羅蜜シリーズ」、2021年、山川宗玄、林田康順との共著法話集）＜販売は仏教伝道協会（BDK）サイト等＞

- 『不要不急 ー苦境と向き合う仏教の智慧ー』（新潮新書、2021年7月、横田 南嶺、細川 晋輔、藤田 一照、阿 純章、ネルケ 無方、露の 団姫、松島 靖朗、白川 密成、松本 紹圭、南 直哉）　ISBN 978-4-10-610915-7

## 原作
- 映画「ボクは坊さん。」（真壁幸紀監督、伊藤淳史主演、原作『ボクは坊さん。』（ミシマ社）、企画・製作：ROBOT、2015年）[19]